# Rodrigo Guarteche
Rodrigo Guarteche, vollständiger Name Rodrigo Fabián Guarteche Fernández, (* 29. April 1989 in Montevideo) ist ein uruguayischer Fußballspieler.

## Verein
Der nach Angaben seines Vereins 1,75 Meter große, „Pato“ genannte Mittelfeldakteur Guarteche stammt aus der Jugendabteilung Defensor Sportings, in der er 2003 in der U-14, 2004 in der U-15, in den Jahren 2005 und 2006 in der U-17, in den drei Spielzeiten 2006/07 bis 2008/09 in der U-19 und in der Saison 2009/10 schließlich bei der U-23 spielte. Von dort wechselte er innerhalb Montevideos zu River Plate Montevideo und gehörte dort 2010/11 dem Kader der U-23 an. In der daran anschließenden Saison stand Guarteche beim Club Atlético Progreso unter Vertrag und debütierte 2011 in der Ersten Mannschaft. Sein Verein stieg am Ende der Saison 2011/12 aus der Segunda División in die höchste uruguayische Spielklasse auf. Dort absolvierte er in der folgenden Apertura und Clausura 24 Spiele in der Primera División und erzielte fünf Treffer. Am Saisonende stieg sein Arbeitgeber jedoch ab. Zur Spielzeit 2013/14 schloss er sich dem Erstligisten Danubio an. Für die Montevideaner kam er bis zum Abschluss der Apertura 2013 zu einem weiteren Erstligaeinsatz. Mit insgesamt nur fünf Minuten Spielzeit war er aber von allen bei Danubio eingesetzten Spieler derjenige mit der geringsten Einsatzzeit im Laufe der Apertura, die die Mannschaft als Tabellenerster gewann. Sodann wechselte er Anfang März 2014 für sechs Monate auf Leihbasis zu seinem vormaligen Verein Progreso und bestritt bis zum Rundenende elf Zweitligaspiele (kein Tor). Anschließend kehrte er zu Danubio zurück, wo bislang (Stand: 18. August 2016) keine weiteren Erstligaeinsätze oder Profikaderzugehörigkeit verzeichnet ist.

## Erfolge
- Gewinn des Torneo Apertura 2013